# Дунин-Барковский, Иосиф Яковлевич
Иосиф Яковлевич Дунин-Барковский (1851—1906) — русский государственный деятель, Вологодский, затем Волынский губернатор, действительный статский советник.

## Биография
Происходил из дворянской семьи. Его отец, Яков Дмитриевич (1818—1876) в 1836 году окончил Царскосельский лицей с большой золотой медалью и с чином титулярного советника. С 1848 года служил в чине надворного советника, выйдя в 1857 году в отставку. Жил в имении Новая Романовка, где по проекту петербургского архитектора Д. Е. Ефимова в 1853 году им был построен усадебный дом. Был женат на Елизавете Иосифовне Миклашевской (1834—1900). Оба были похоронены на кладбище Новодевичьего монастыря в Петербурге.
Иосиф был старшим сыном; родился 16 (28) ноября 1851 года в Понуровке.
Учился в Санкт-Петербургском университете, но в 1874 году перешёл на юридический факультет Новороссийского университета, который окончил в 1877 году и 25 ноября вступил в службу в штат чиновников канцелярии Одесского градоначальника. В 1879 году он был назначен чиновником особых поручении при Одесском градоначальнике и в том же году — младшим помощником управляющего канцелярией Одесского генерал-губернатора. Затем стал старшим чиновником особых поручении при Гродненском губернаторе.
В 1880 году был переведён чиновником особых поручений VIII класса при Санкт-Петербургском градоначальнике. В том же году причислен к министерству внутренних дел и откомандирован в распоряжение Одесского временного генерал-губернатора. В 1877 году был назначен председателем Литинско-Винницкого съезда мировых посредников, председателем Винницкого чиншевого присутствия и исполняющего должность Винницкого уездного предводителя дворянства.
В 1888 году Дунин-Барковский получил назначение Екатеринославским вице-губернатором, а в 1890 году — Курляндским вице-губернатором. В 1893 году командирован в Санкт-Петербург для принятия участия в заседаниях особого совещания по вопросу о преобразовании земских повинностей в Прибалтийских губерниях.
В 1894 году назначен Вологодским губернатором — с 20 декабря был исполняющим должность, а после производства 14 мая 1896 года в чин действительного статского советника 5 июля был утверждён в должности. При нём было открыто церковное древлехранилище и Общество сестер милосердия, фельдшерская школа губернского земства и Вологодское отделение Императорского палестинского общества, построен железнодорожный мост через реку Вологду вблизи Спасо-Прилуцкого монастыря и начались работы по устройству в городе водопровода. При его содействии был открыт артистический кружок. Был горячим поборником и ходатаем перед Высшей государственной властью, чтобы железная дорога Петербург-Вятка была проложена через Вологду. Руководил мероприятиями по проведению в губернии первой Всеобщей переписи населения. Благодаря его хлопотам в Вологде появился телефон. Состоял почётным и действительным членом большинства благотворительных обществ города. В 1901 году «за вклад в развитие городского хозяйства Вологды, за заботу об интересах и нуждах города и благотворительную деятельность» Дунину-Барковскому было присвоено звание Почётного гражданина города Вологды (постановление Вологодской городской Думы от 17.05.1901).
С 25 апреля 1898 года он был в должности Волынского губернатора; 10 мая 1904 года на этой должности его сменил П. И. Каталей, более десяти лет бывший в губернии вице-губернатором.
И. Я. Дунин-Барковский был членом Совета министра внутренних дел, почётным мировым судьёй Житомирского округа и Тотемского уезда.
Скончался 21 сентября (4 октября) 1906 года в своем имении в Петрушках от «болезни сердца». О его смерти вдовой и детьми было размещено объявление в газете «Киевлянин» (23 сентября 1906 года, № 263). Первоначально в объявлении было указано, что захоронение будет совершено в указанном имении в семейном склепе. Однако тело Дунин-Барковского было перевезено в Киев и предано земле 6 октября в Выдубецком монастыре. 
И. Я. Дунин-Барковский был землевладельцем Мглинского уезда Черниговской губернии (4021 десятина при селе Вормине).

## Награды
- орден Св. Владимира 4-й ст.
- орден Св. Станислава 3-й ст. (1881)
- орден Св. Анны 2-й ст. (1889)
- орден Св. Владимира 3-й ст. (1900)
- орден Св. Станислава 2-й ст. (1904)

- персидский орден Льва и Солнца 3-й ст.